# کارل روبرل
کارل روبرل (آلمانی: Karl Ruberl؛ ۳ اکتبر ۱۸۸۰ – ۱۲ دسامبر ۱۹۶۶) یک شناگر اهل اتریش بود.
از افتخارات وی می‌توان به کسب مدال نقره ۲۰۰ متر کرال پشت و مدال برنز ۲۰۰ متر آزاد در بازی‌های المپیک تابستانی ۱۹۰۰ اشاره کرد.